# Emilijus Zubas
Emilijus Zubas (Panevėžys, 10 luglio 1990) è un ex calciatore lituano, di ruolo portiere.

## Palmarès

### Club

#### Competizioni nazionali
- Coppa di Lituania: 1

Ekranas: 2010-2011
- Campionato lituano: 2

Ekranas: 2011, 2012
- Coppa d'Israele: 2

Bnei Yehuda: 2016-2017, 2018-2019
- TFF 1. Lig: 1

Adana Demirspor: 2020-2021